# 이스 VIII: 라크리모사 오브 다나
《이스 VIII: 라크리모사 오브 다나》는 니혼 팔콤이 제작한 액션 롤플레잉 게임이다. 이스 시리즈의 여덟 번째 작품으로, 2016년 7월 21일 플레이스테이션 비타로 처음 발매된 후 플레이스테이션 4, 마이크로소프트 윈도우, 닌텐도 스위치로도 출시됐다. 북미 지역에선 NIS 아메리카가, 대한민국에선 소니 인터랙티브 엔터테인먼트가 발매했다.
《이스 VII》과 《이스: 셀세타의 수해》에서 정립된 3인칭 시점 게임플레이를 이어받았다. 줄거리 상으로 《이스 V》와 《이스 VI》 사이에 벌어진 이야기로, 거대 해상생물의 공격으로 배를 잃고 외딴 섬에 갇힌 아돌 일행이 탈출할 방법을 찾고 섬에 얽힌 고대종족의 비밀을 파헤치는 것이 주요 내용이다.

## 게임플레이
회사의 전작 《이스: 셀세타의 수해》와 마찬가지로 3인칭 시점 액션 롤플레잉 게임플레이 구조를 갖췄다. 고유한 스타일을 가진 다수의 플레이어 캐릭터를 조종하며 전투를 하는 진행방식이다.

## 개발 및 발매
《이스 VIII》는 2014년 8월 플레이스테이션 4 및 플레이스테이션 비타로 개발될 것이라고 공식적으로 발표됐으며, 이는 니혼 팔콤이 플레이스테이션 4로 개발한 최초의 게임이었다. 최종 발매일은 2015년에 2016년 여름이라고 공개됐으며 최종적으로 2016년 7월 21일에 출시됐다. 예약구매나 초회판을 구매한 경우 특전으로 원화집을 제공했다.

## 평가
| 평가 |                                   |
| --- | --------------------------------- |
| 통합 점수 통합사 점수 메타크리틱 PS4: 85/100 [ 7 ] PC: 69/100 [ 8 ] NS: 82/100 [ 9 ] 평론 점수 평론사 점수 디스트럭토이드 9/10 [ 10 ] 패미츠 34/40 [ 11 ] 게임 인포머 8.25/10 [ 12 ] 게임스팟 8/10 [ 13 ] |                                   |
| 통합 점수 |                                   |
| 통합사 | 점수                              |
| 메타크리틱 | PS4: 85/100 PC: 69/100 NS: 82/100 |
| 평론 점수 |                                   |
| 평론사 | 점수                              |
| 디스트럭토이드 | 9/10                              |
| 패미츠 | 34/40                             |
| 게임 인포머 | 8.25/10                           |
| 게임스팟 | 8/10                              |

## 참조
1. ↑  영어: Ys VIII: Lacrimosa of Dana, 일본어: イース VIII -Lacrimosa of DANA-